# Allakaye
Allakaye, o anche Allakeye, è un comune rurale del Niger facente parte del dipartimento di Bouza nella regione di Tahoua.